# Sorobasso
Sorobasso è un comune rurale del Mali facente parte del circondario di Koutiala, nella regione di Sikasso.
Il comune è composto da 5 nuclei abitati:
- Frougosso
- Kazianso
- Nizanso
- Sorobasso
- Zingolosso